# Jean Thévet de Lessert
Jean Thévet de Lessert, né le 13 mars 1737 à Angoulême (Charente), mort le 25 mars 1822 dans la même ville, est un général de brigade de la Révolution française.

## États de service
Il entre en service le 14 septembre 1747, comme lieutenant au régiment d’Aunis. Il reçoit son brevet de capitaine le 20 juin 1758, et il est fait chevalier de Saint-Louis en 1772. Il est promu capitaine commandant en 1776, et lieutenant-colonel des chasseurs royaux du Dauphiné le 1er mai 1788.
Il est nommé colonel le 5 février 1792, au 72e régiment d’infanterie de ligne, et il est promu maréchal de camp le 19 mars 1792, à l’armée du Rhin. Commandant à Sélestat, puis à Huningue, il est envoyé à l’Armée des côtes le 28 mars 1792, pour prendre le commandement du département des Côtes-du-Nord. Le 15 mai 1793, il n’est pas inclus dans la réorganisation des états-majors, et il est mis en disponibilité le 1er octobre 1793. Il est mis en congé de réforme le 2 novembre 1793, et il est admis à la retraite le 18 janvier 1795.
Il meurt le 25 mars 1822 à Angoulême.

## Sources
- (en) « Generals Who Served in the French Army during the Period 1789 - 1814: Eberle to Exelmans »
- Étienne Charavay, Correspondance générale de Carnot, tome 1, imprimerie Nationale, 1893, p. 85.
- (pl) « Napoléon.org.pl »